# Divize D 1986/1987
V soubojích 22. ročníku Moravskoslezské divize D 1986/87 (jedna ze skupin 4. fotbalové ligy) se utkalo 16 týmů každý s každým dvoukolovým systémem podzim–jaro. Tento ročník začal v srpnu 1986 a skončil v červnu 1987.

## Nové týmy v sezoně 1986/87
- Ze III. ligy – sk. B 1985/86 sestoupilo do Divize D mužstvo TJ Železárny Prostějov.
- Z Jihomoravského krajského přeboru 1985/86 postoupilo mužstvo TJ Drnovice (vítěz skupiny B, který uspěl v kvalifikaci o postup do divize proti vítězi skupiny A, jímž bylo mužstvo TJ Spartak Jihlava).[1][2]
- Ze Severomoravského krajského přeboru 1985/86 postoupilo mužstvo TJ Baník Důl Doubrava-Orlová (vítěz skupiny A, který uspěl v kvalifikaci o postup do divize proti vítězi skupiny B).[3]

## Konečná tabulka
Zdroj: 
| Poř. | Tým                              | Z  | V  | R  | P  | VG | OG | B  |
| ---- | -------------------------------- | -- | -- | -- | -- | -- | -- | -- |
| 1.   | TJ Drnovice (N)                  | 30 | 20 | 5  | 5  | 68 | 28 | 45 |
| 2.   | TJ Baník 1. máj Karviná          | 30 | 20 | 5  | 5  | 52 | 23 | 45 |
| 3.   | TJ Sigma ZTS Olomouc „B“         | 30 | 16 | 5  | 9  | 60 | 35 | 37 |
| 4.   | TJ Jiskra Kyjov                  | 30 | 15 | 2  | 13 | 53 | 44 | 32 |
| 5.   | TJ Baník ČSA Karviná             | 30 | 11 | 8  | 11 | 39 | 47 | 30 |
| 6.   | TJ Spartak ČKD Blansko           | 30 | 9  | 11 | 10 | 42 | 42 | 29 |
| 7.   | TJ Baník Důl Doubrava-Orlová (N) | 30 | 10 | 9  | 11 | 27 | 31 | 29 |
| 8.   | TJ Železárny Prostějov (S)       | 30 | 10 | 9  | 11 | 31 | 36 | 29 |
| 9.   | TJ Slavoj Bruntál                | 30 | 11 | 6  | 13 | 37 | 38 | 28 |
| 10.  | TJ Slezan Frýdek-Místek          | 30 | 10 | 7  | 13 | 34 | 40 | 27 |
| 11.  | TJ Sigma Hranice                 | 30 | 11 | 5  | 14 | 36 | 43 | 27 |
| 12.  | TJ NHKG Ostrava                  | 30 | 12 | 2  | 16 | 41 | 49 | 26 |
| 13.  | TJ Tatran PKZ Poštorná           | 30 | 9  | 8  | 13 | 34 | 50 | 26 |
| 14.  | TJ Baník Horní Suchá             | 30 | 8  | 8  | 14 | 26 | 34 | 24 |
| 15.  | TJ Modeta Jihlava                | 30 | 9  | 6  | 15 | 38 | 54 | 24 |
| 16.  | TJ Spartak EP Hlinsko            | 30 | 7  | 8  | 15 | 34 | 58 | 22 |

Poznámky:
- Z = Odehrané zápasy; V = Vítězství; R = Remízy; P = Prohry; VG = Vstřelené góly; OG = Obdržené góly; B = Body; (S) = Mužstvo sestoupivší z vyšší soutěže; (N) = Mužstvo postoupivší z nižší soutěže (nováček)

|  | Postup do III. ligy – sk. B 1987/88                  |
|  | Sestup do Jihomoravského krajského přeboru 1987/88   |
|  | Sestup do Severomoravského krajského přeboru 1987/88 |
|  | Sestup do Východočeského krajského přeboru 1987/88   |